# Église Saint-Vaast de Quend
Pour les articles homonymes, voir Église Saint-Vaast.
L'église Saint-Vaast de Quend est située dans le village de Quend, à l'arrière immédiat du littoral picard au nord de la baie de Somme, dans le  département de la Somme.

## Historique
L'existence d'une église à Quend nous est connue par une bulle du pape Clément IV, du 23 juin 1266. L'église actuelle a gardé, à gauche du chœur, une chapelle de style gothique flamboyant du XVe siècle. Le clocher a été construit entre 1742 et 1748. La nef et le chœur datent du XVIIIe siècle.
La chapelle de droite, dédiée à la Vierge, a été reconstruite en 1880. Sous l'Ancien Régime, les seigneurs de Retz auraient eu droit de litre dans cette chapelle.

## Caractéristiques
L'église de Quend est construite en silex, brique et pierre. Elle est formée d'un chœur plus élevé que la nef, d'un transept et d'une nef. La nef est constituée de silex et de brique. Le clocher quadrangulaire à la base se termine par un dôme octogonal surmonté d'un lanternon qui culmine  à 35 mètres de haut. En 1767, 1826, 1905... il a servi de point trigonométrique de triangulation pour établir la carte de France.

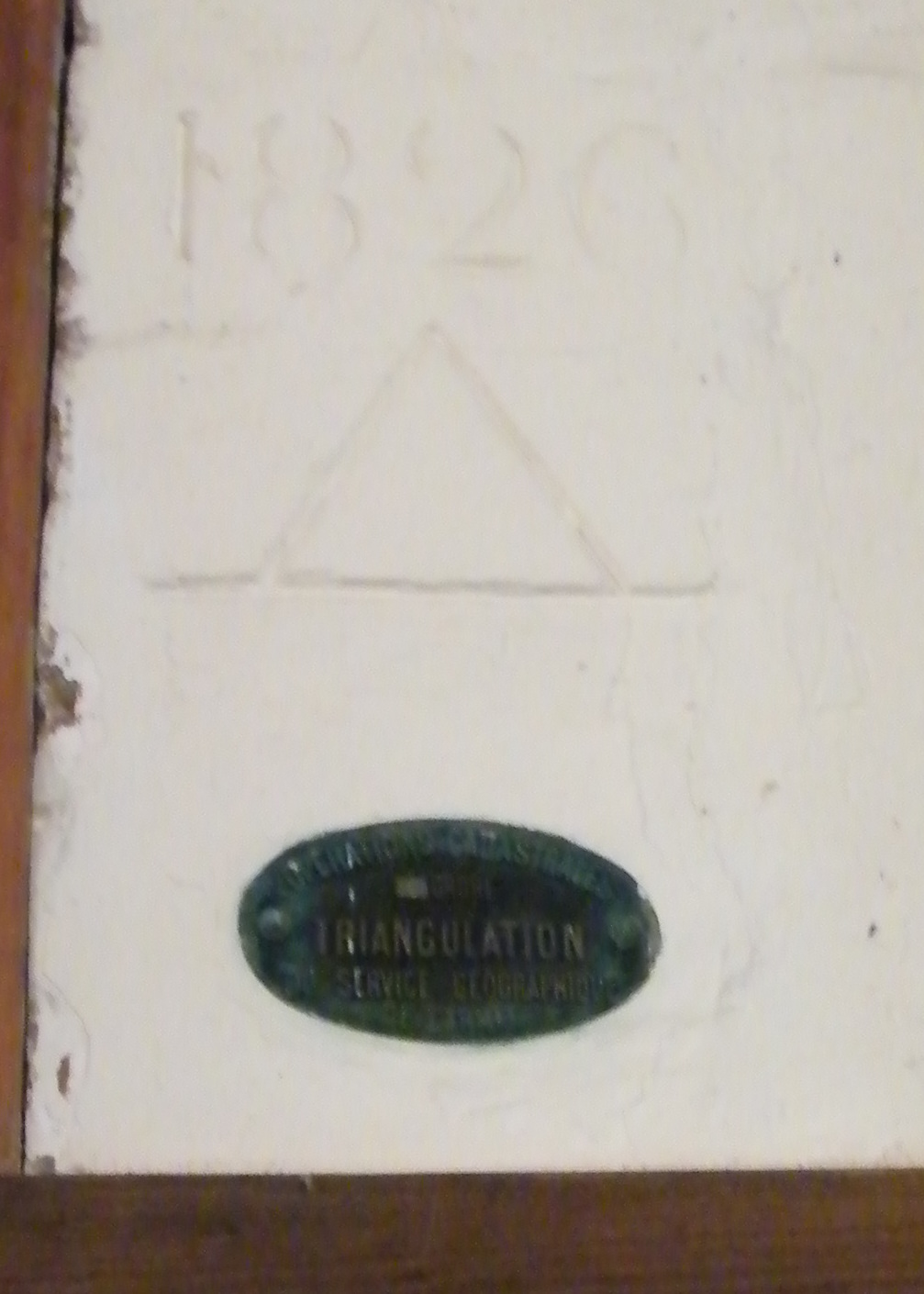
Mention du point de triangulation dans l'église.

Deux cloches sont abritées dans le clocher :
- Louise Olympe, refondue en 1834, 1150 kg ;
- Louise Françoise, don de Louis Manier (maire de 1835 à 1844) en 1838, 134 kg.

Le cimetière entourait autrefois l'église. Il a été transféré rue du Domvoie en 1874.
Le monument aux morts a été édifié en 1920 à proximité de l'église.

## Photos

Extérieur
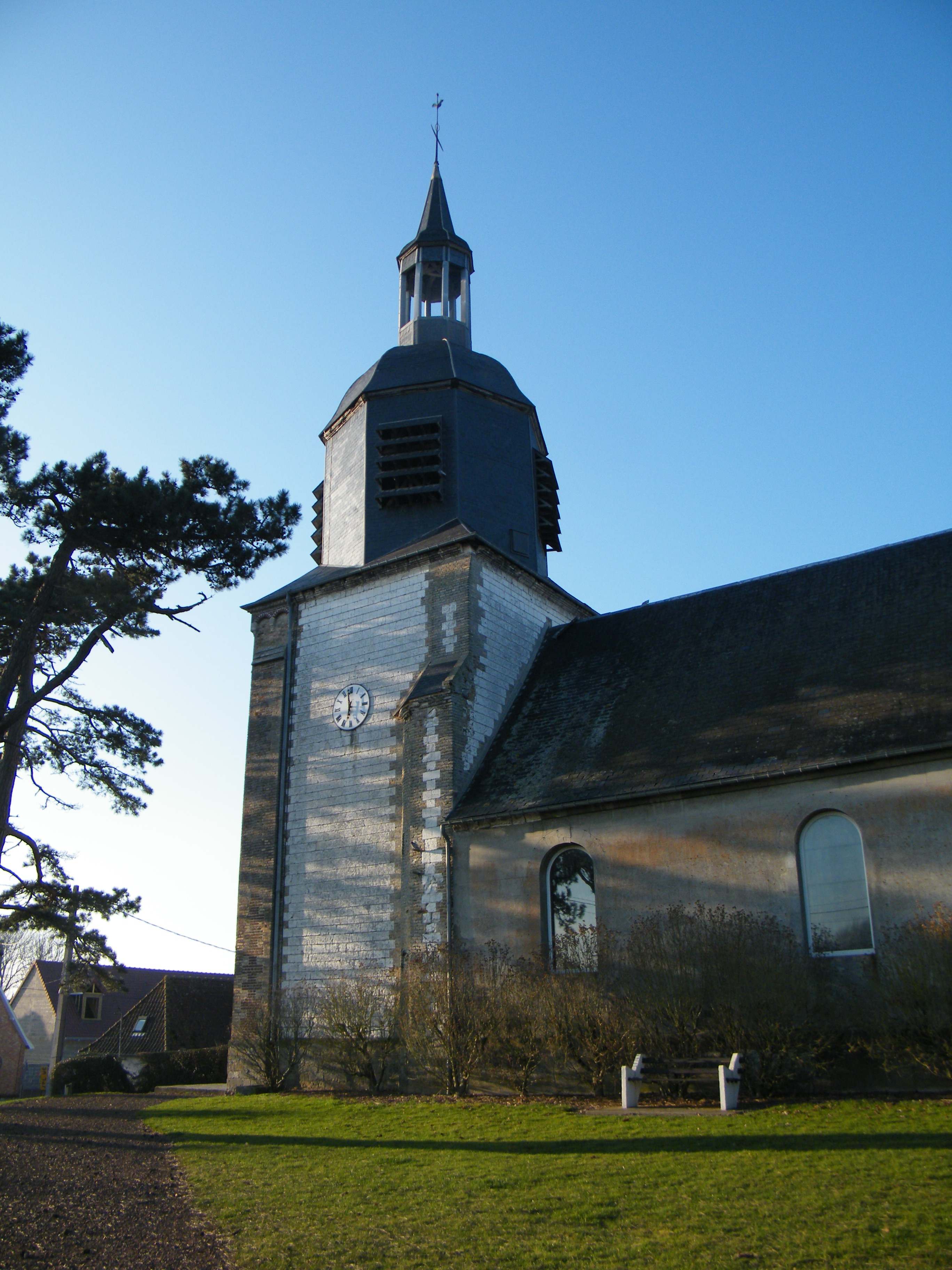
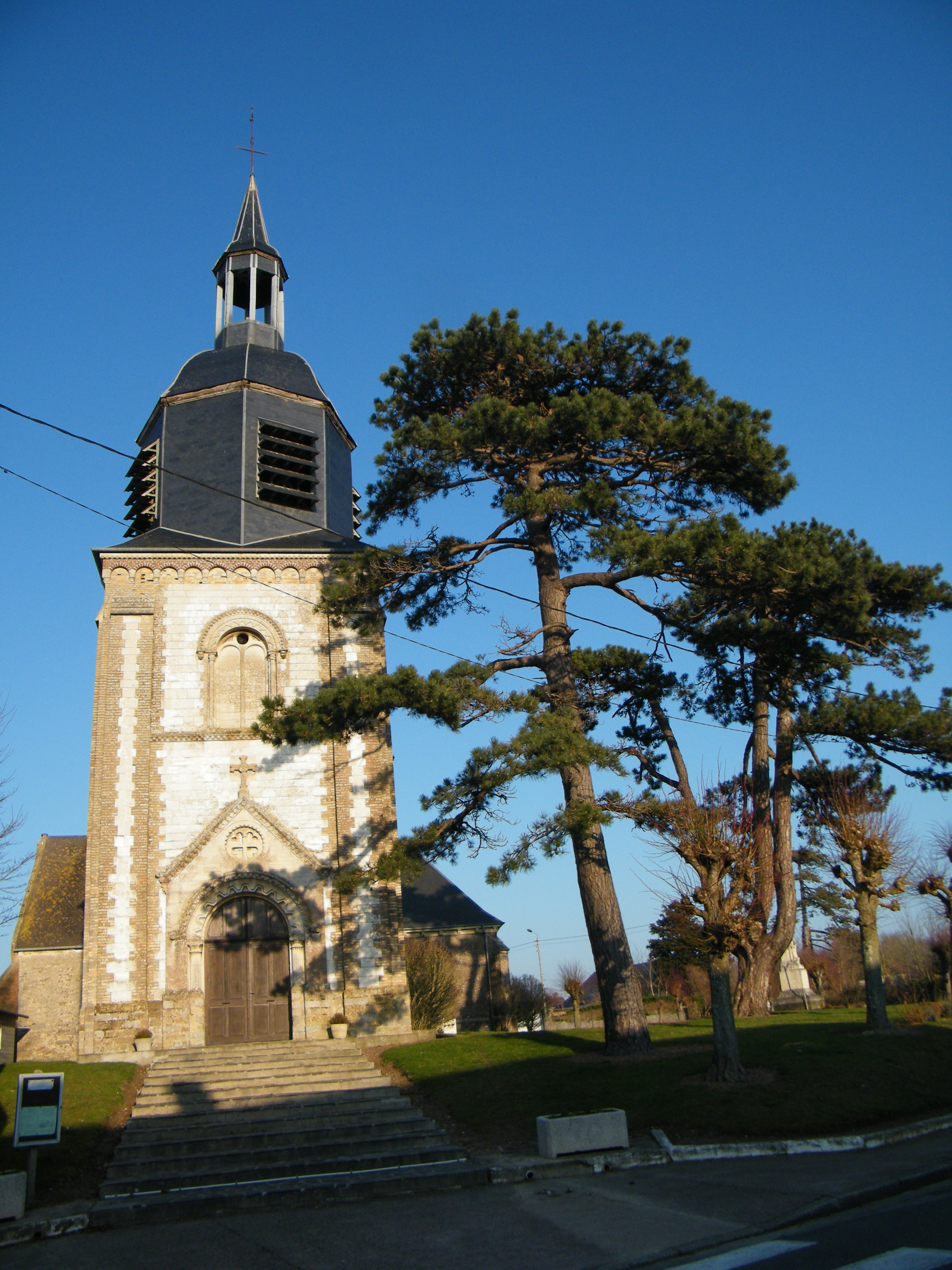
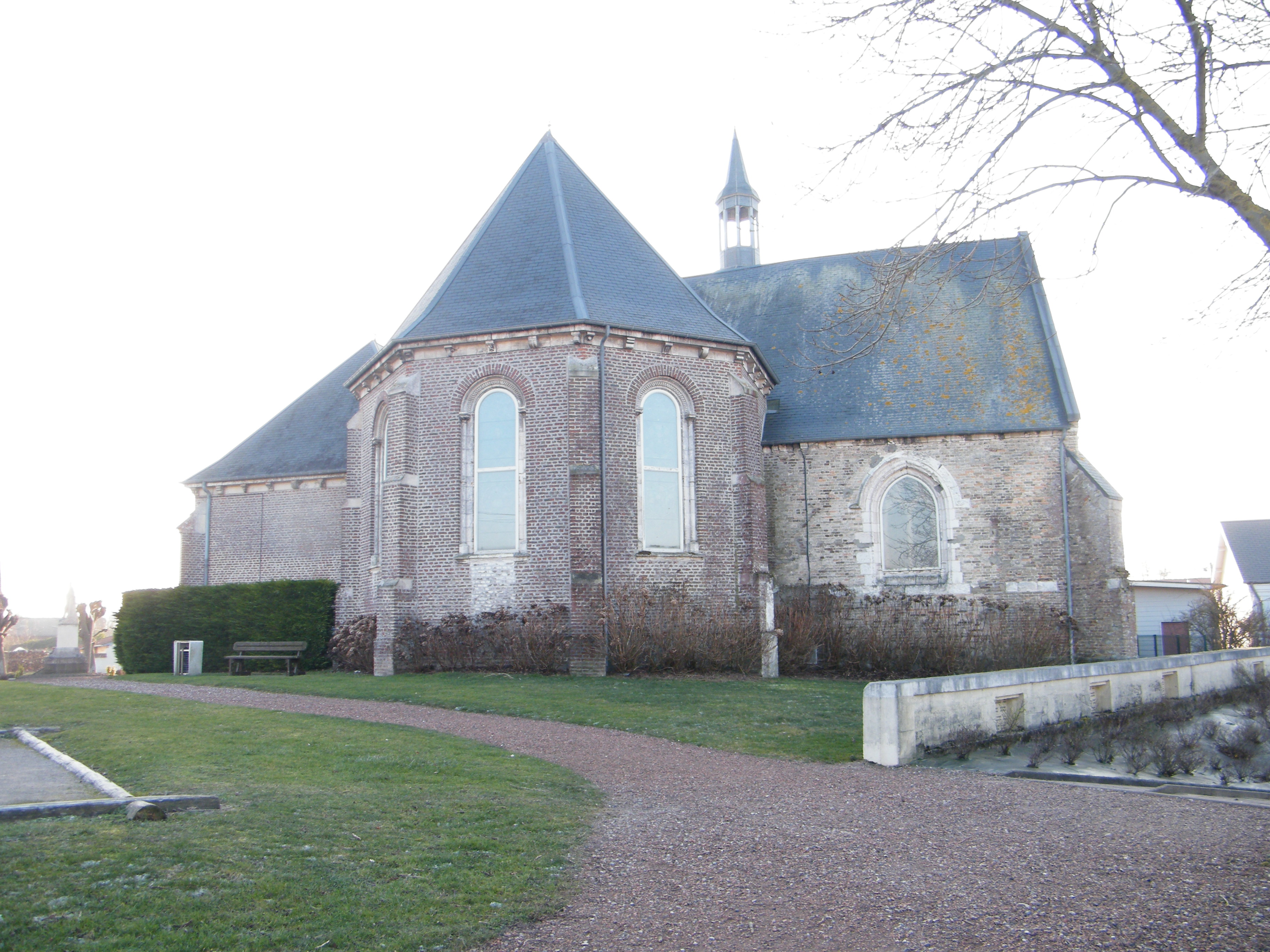

Intérieur
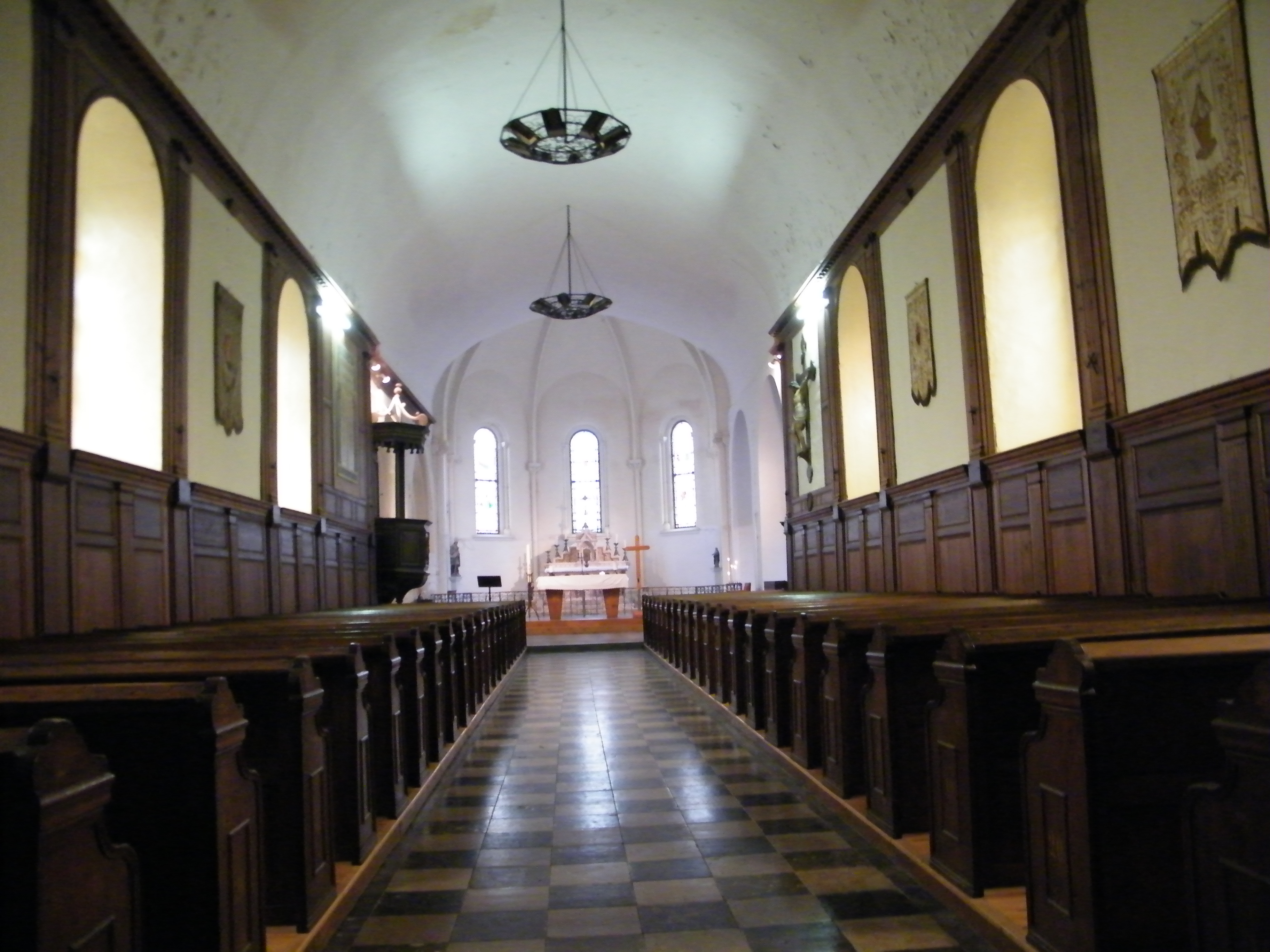
Vue d'ensemble.
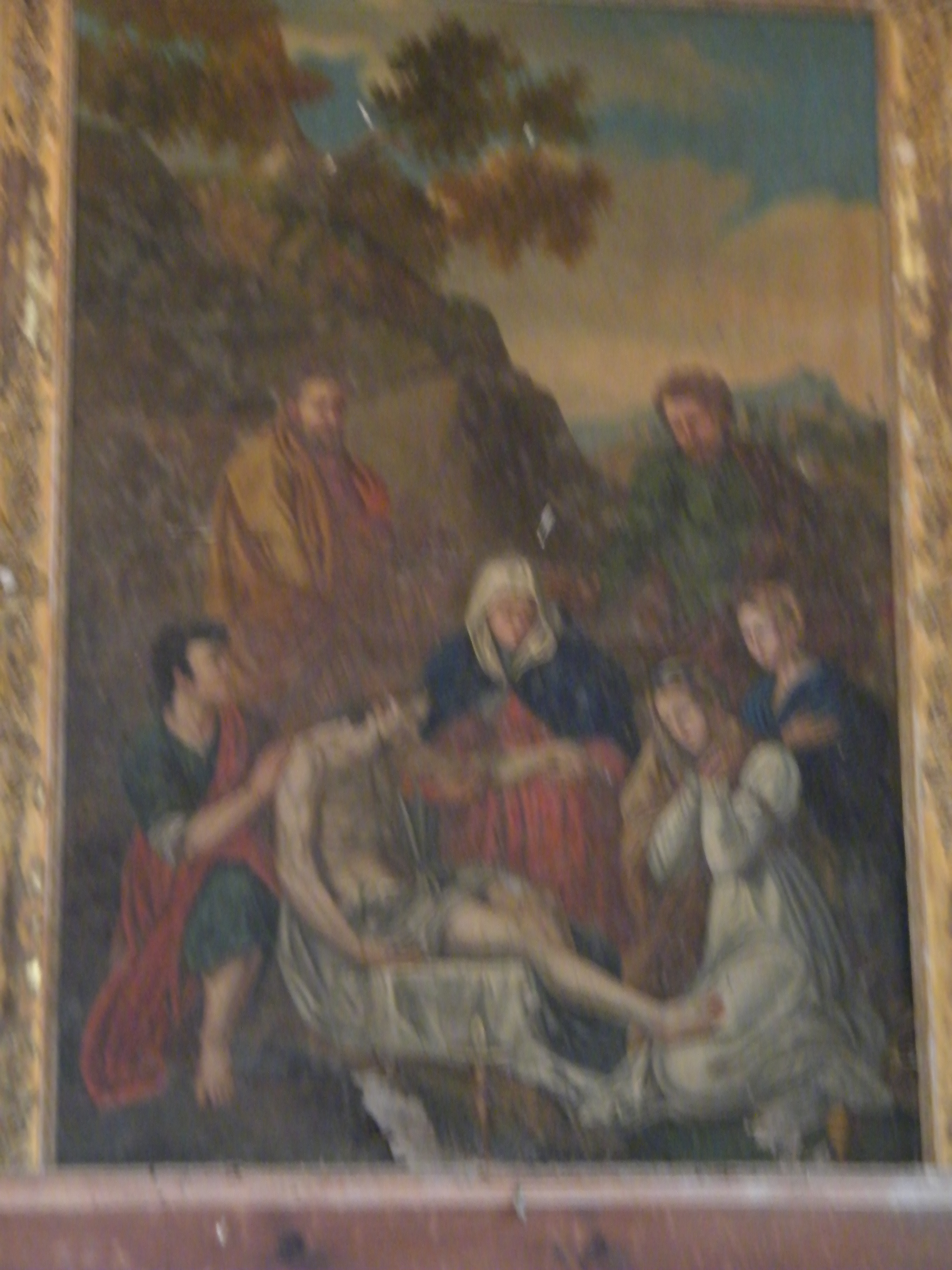
Descente de croix.
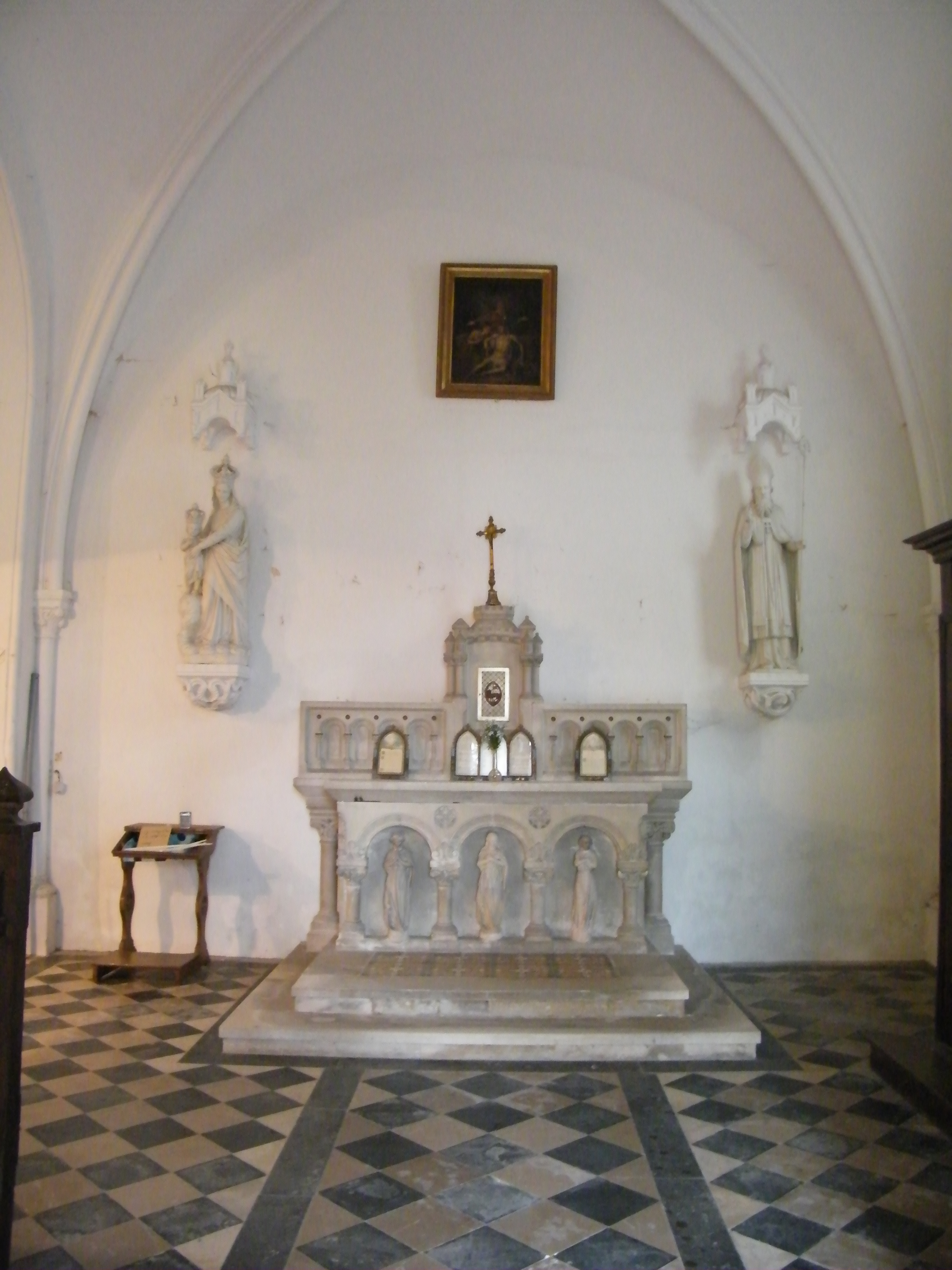
La chapelle gothique.
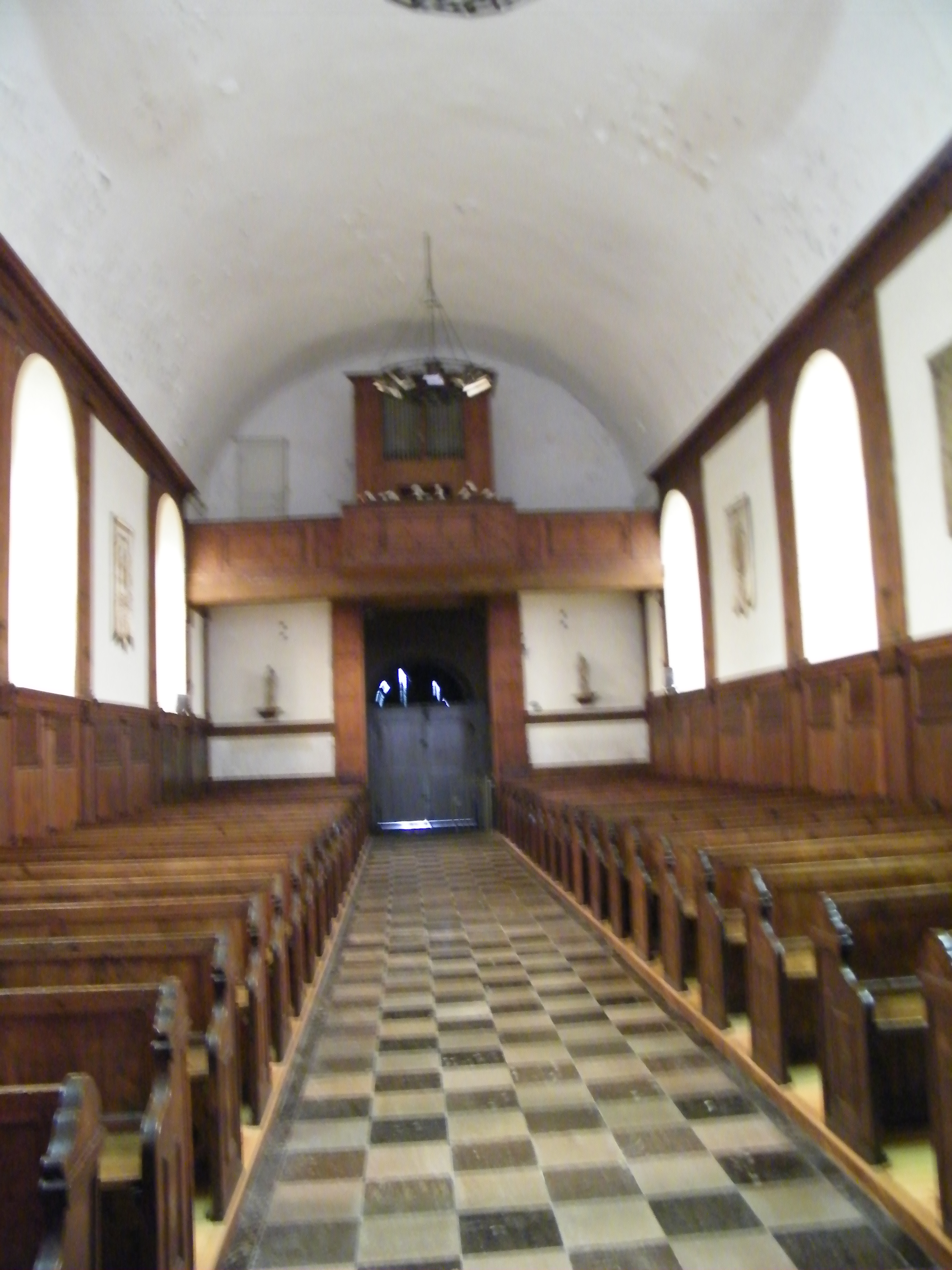
La tribune et son orgue.
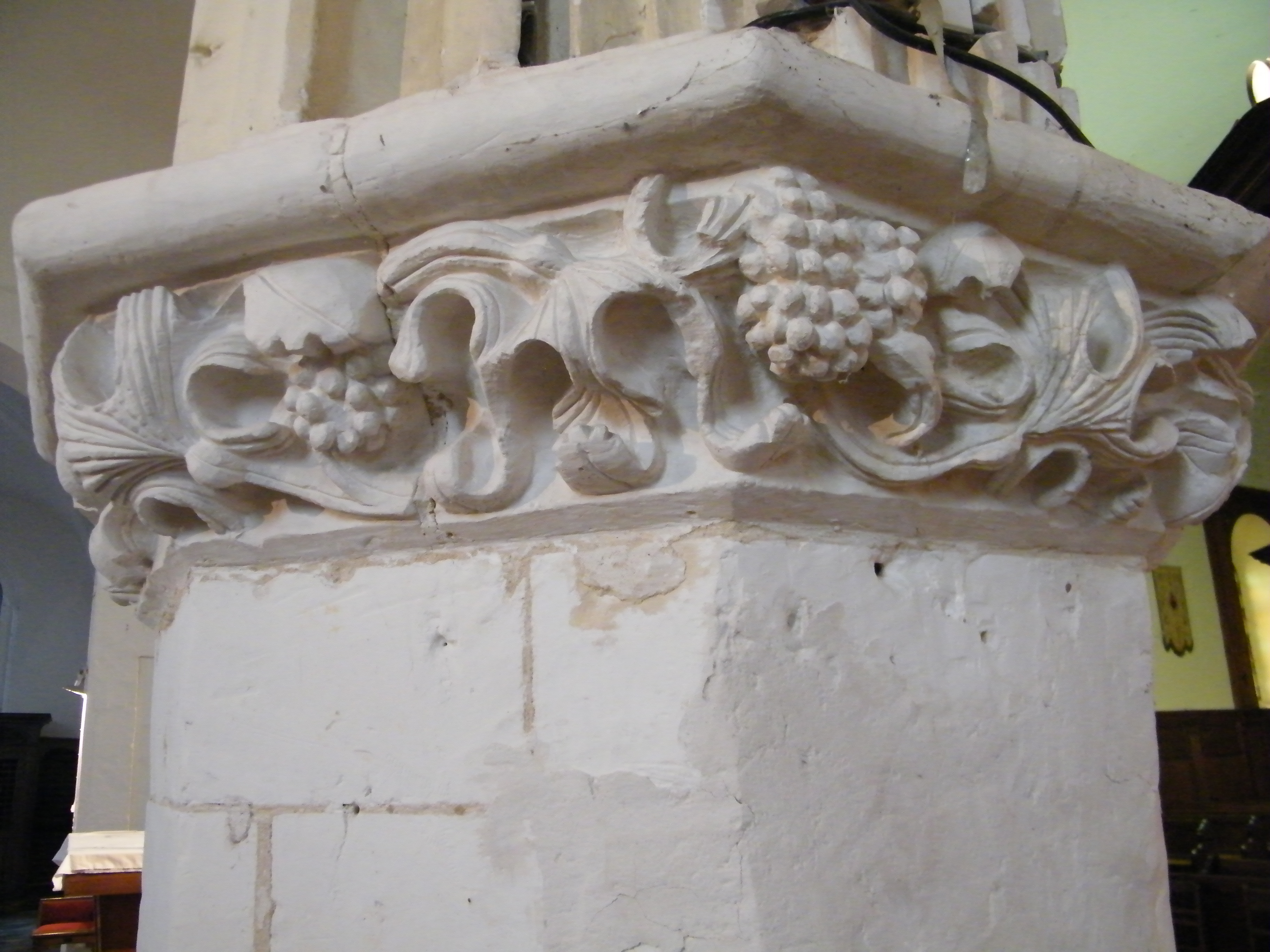
Détail de chapiteau dans la chapelle.
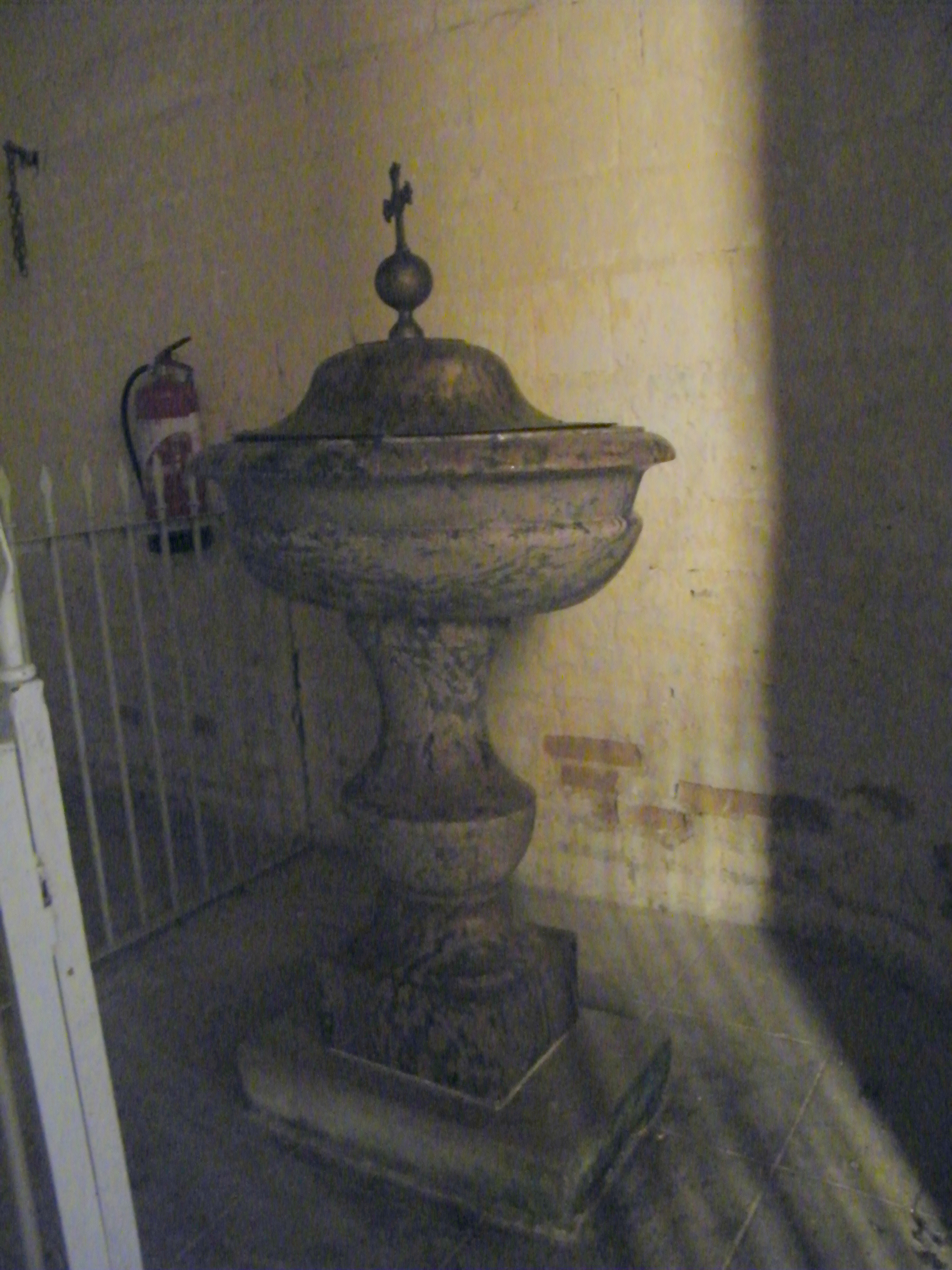
Fonts baptismaux.